# Thessitus mortifolia
Thessitus mortifolia är en insektsart som beskrevs av Walker 1862. Thessitus mortifolia ingår i släktet Thessitus och familjen Eurybrachidae. Inga underarter finns listade i Catalogue of Life.